# Badelina aterrima
Badelina aterrima är en skalbaggsart som beskrevs av Hippolyte Louis Gory och Achille Rémy Percheron 1833. Badelina aterrima ingår i släktet Badelina och familjen Cetoniidae. Inga underarter finns listade.